# Draguć
Draguć (en italien : Draguccio) est une localité de Croatie située en Istrie, dans la municipalité de Cerovlje, dans le comitat d'Istrie. En 2001, la localité comptait 79 habitants.

## Démographie
| 1948 | 1953 | 1961 | 1971 | 1981 | 1991 | 2001 |
| ---- | ---- | ---- | ---- | ---- | ---- | ---- |
| 280  | 285  | 211  | 153  | 118  | 92   | 79   |